# Mount Chevreux
Mount Chevreux är ett berg i Antarktis. Det ligger i Västantarktis. Argentina, Chile och Storbritannien gör anspråk på området. Toppen på Mount Chevreux är 1 615 meter över havet, eller 379 meter över den omgivande terrängen. Bredden vid basen är 13,7 km.
Terrängen runt Mount Chevreux är kuperad österut, men västerut är den bergig. Trakten är obefolkad. Det finns inga samhällen i närheten.